# Кубок наслідного принца Катару 1995
Кубок наслідного принца Катару 1995 — 1-й розіграш турніру. Матчі відбулися з 1 по 12 квітня 1995 року між чотирма найсильнішими командами Катару сезону 1994—1995. Титул переможця змагання виборов клуб Ар-Райян, котрий з рахунком 1:0 переміг у фіналі Аль-Арабі.
| Володар Кубка наслідного принца Катару 1995 |
| ------------------------------------------- |
|                                             |
| Ар-Райян Перший титул                       |

## Півфінали

### Перші матчі
| 1 травня 1995 |

| Аль-Арабі | 1:2 | Аль-Іттіхад |
| --------- | --- | ----------- |
|           |     |             |

|  |

| 2 квітня 1995 |

| Ар-Райян | 2:0 | Еш-Шамаль |
| -------- | --- | --------- |
|          |     |           |

|  |

### Повторні матчі
| 5 травня 1995 |

| Аль-Іттіхад | 0:3 | Аль-Арабі |
| ----------- | --- | --------- |
|             |     |           |

|  |

| 6 травня 1995 |

| Еш-Шамаль | 1:4 | Ар-Райян |
| --------- | --- | -------- |
|           |     |          |

|  |

## Фінал
| 12 травня 1995 |

| Аль-Арабі | 0:1 | Ар-Райян  |
| --------- | --- | --------- |
|           |     | Аль-Еназі |

|  |